# Ландспитали
Ландспитали (исл. Landspítali) — главная больница общего профиля Рейкьявика, столицы Исландии и университетская больница медицинского факультета Исландского университета. Является технологически продвинутой больницей, лечащей серьёзные травмы и заболевания.

## История
В 1863 году депутат альтинга Йоун Хьяльталин (Jón Hjaltalín, 1807—1882), врач и начальник Директората здравоохранения (landlæknir) представил законопроект о больнице, которая обслуживала бы всю страну. Законопроект не был принят.
«Общество больниц Рейкьявика» (Sjúkrahúsfélag Reykjavíkur) было основано несколькими чиновниками и торговцами в день рождения датского короля Фредерика VII, 6 октября 1863 года с целью строительства или покупки здания для больницы. Первая больница Рейкьявика (Sjúkrahús Reykjavíkur) открыта в 1866 году по адресу: улица Киркьюбру, 1. В 1876 году в здании больницы создана медицинская школа, на основе которой 17 июня 1911 года открыт медицинский факультет Исландского университета.
В 1884 году больница Рейкьявика открылась в новом здании, построенном «Обществом больниц Рейкьявика» по адресу: улица Тингхольтсстрайти, 25. Туда же переехала и медицинская школа. Через год по соседству был открыт морг. Больница общего профиля прекратила работу в 1903 году, медицинская школа проработала в здании до 1911 года, когда был создан медицинский факультет Исландского университета. Затем здание использовалось как жилой дом. В 1920 году создана инфекционная больница и здание стало известно как Farsóttarhúsið (Farsótt). Инфекционная больница проработала до 1969 года.
В 1898 году открыта государственная больница для прокажённых в Лёйгаднесе, которую построило датское братство «Одд Феллоу». Больница прекратила работу после вторжения британцев в 1940 году. Здание больницы сгорело в 1943 году, когда в Лёйгаднесе находились американцы.

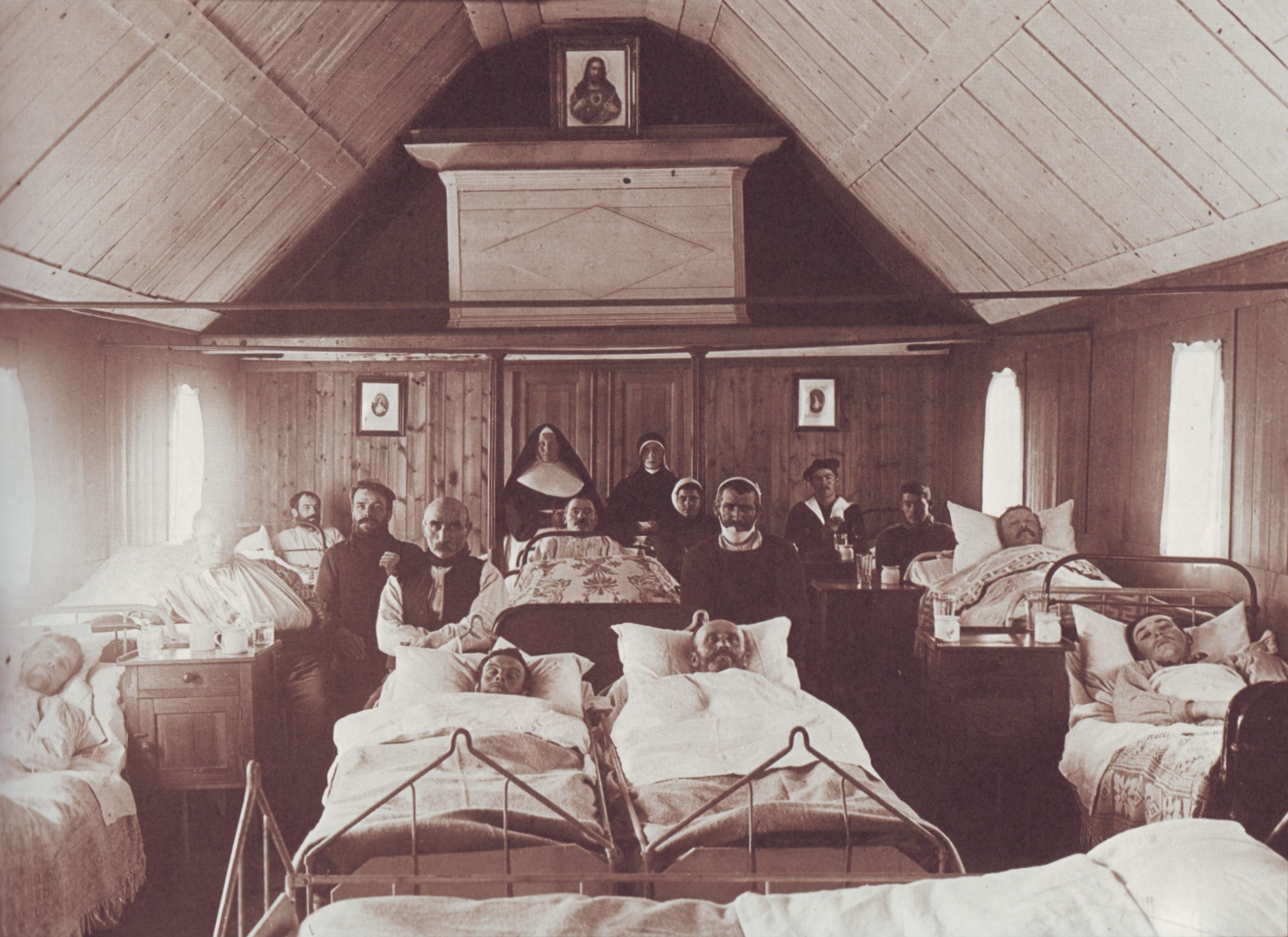
Больница в католической часовне в Ландакоте. Фотограф Сигфус Эймюндссон (1837—1911). Около 1900

16 октября 1902 года открыта вторая больница в Рейкьявике — больница Святого Иосифа в Ландакоте (Ландакотсспитали), созданная по инициативе иосифиток — французской Конгрегации Сестёр святого Иосифа, занимающейся образованием и уходом за больными, которые приехали в Исландию в 1896 году. С середины XIX века Ландакот принадлежал католической миссии. Больница была построена датскими строителями на иностранные пожертвования, собственные средства монахинь и средства, собранные Йоуном Свейнссоном (1857—1944), первым со времён Реформации исландским католическим священником, писавший под псевдонимом Нонни книги для детей, для строительства больницы для прокажённых в Лёйгаднесе. Здание было одним из самых величественных в городе в то время. Ландакотсспитали стала главной больницей Исландии и университетской больницей медицинской школы. Больница славилась исключительным уходом и превосходными врачами. В 1976 году государство выкупило больницу у Сестёр святого Иосифа.
В 1914 году в Исландию прибыли первые рентгеновские аппараты.

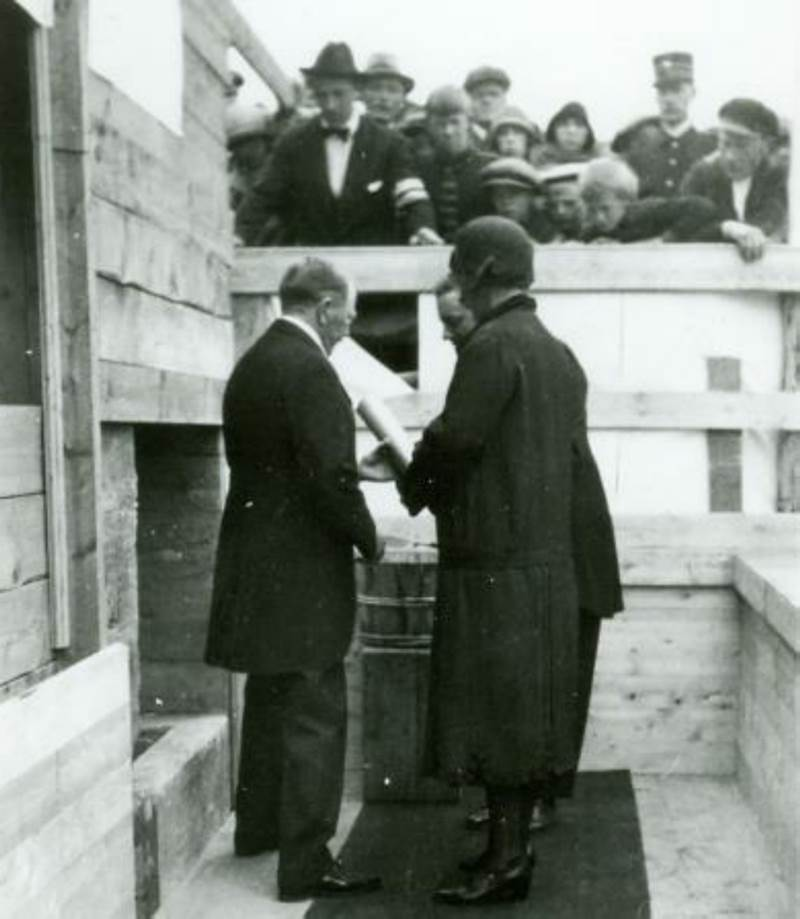
Церемония закладки первого камня Ландспитали 15 июня 1926 года. На снимке: архитектор Гвюдьоун Самуельссон (1887—1950), королева Дании Александрина (1879—1952) и премьер-министр Йоун Магнуссон (1859—1926)

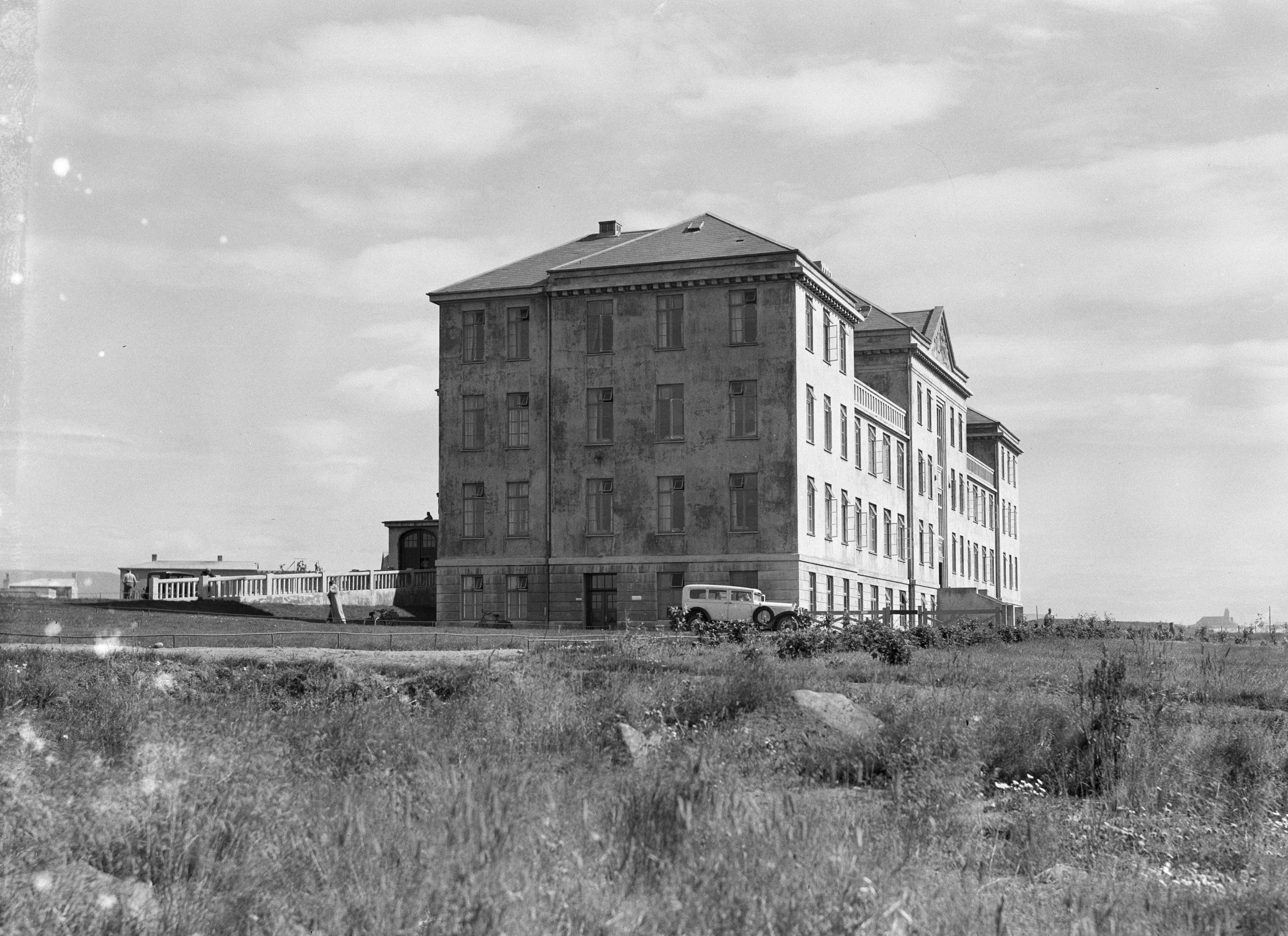
Ландспитали в 1934 году

Кампанию за строительство государственной больницы начали исландские женщины. Ингибьёрг Бьярнасон была избрана руководителем комитета, который женские организации избрали для поиска способов отметить равное с мужчинами избирательное право, полученное женщинами в Исландии в 1915 году. Женщины решили собрать деньги на строительство государственной больницы. Спроектировал здание архитектор Гвюдьоун Самуельссон (1887—1950). 15 июня 1926 года королева Дании Александрина вместе с Гвюдьоуном Самуельссоном и премьер-министром Йоуном Магнуссоном заложили краеугольный камень государственной больницы. Строительство заняло 4 года. Больница Ландспитали открыта 20 декабря 1930 года. Изначально в больнице было отделение общей врачебной практики (семейной медицины) и отделение хирургии.
В конце 1930 года в Ландспитали было открыто первое в стране родильное отделение. Первый ребёнок родился 5 января 1931 года. С 1960 по 1992 год (по другим данным по 1995 год) работал Родильный дом Рейкьявика (Fæðingarheimili Reykjavíkur), сначала как муниципальное учреждение, затем как отделение городской больницы Боргарспитали. В 2021 году Родильный дом Рейкьявика вновь открылся как частное учреждение.
В 1934 году в Ландспитали открыто кожно-венерологическое отделение, в 1953 году — банк крови, в 1957 году — первое в стране педиатрическое отделение.
28 декабря 1967 года открыта городская больница Боргарспитали (Borgarspítali) в Фоссвогюре (Fossvogsspítali). 1 января 1996 года создана больница Рейкьявика (Sjúkrahús Reykjavíkur) при слиянии больницы Святого Иосифа в Ландакоте (Ландакотсспитали) и Боргарспитали. 16 мая 2020 года больница Ландспитали поглотила больницу Рейкьявика.
В 2000 году начата подготовка к строительству нового лечебного центра (meðferðarkjarni). 13 октября 2018 года состоялась церемония закладки краеугольного камня. В церемонии приняли участие министр здравоохранения Свандис Сваварсдоуттир, премьер-министр Катрин Якобсдоуттир и ректор Исландского университета Йоун Атли Бенедиктссон.